# Сьогодні звільнення не буде ...
«Сьогодні звільнення не буде …» — радянський середньометражний художній фільм, знятий в 1958 році режисерами Олександром Гордоном і Андрієм Тарковським. Курсова робота студентів ВДІКу. Спільне виробництво навчальної студії ВДІКу і Центральної студії телебачення. Фільм знімався у місті Курську. Сюжет заснований на реальних подіях, що відбувалися у цьому місті і описані Аркадієм Сахніним в оповіданні «Відлуння війни».

## Сюжет
Земляні роботи на Радянській вулиці. Бригада комунального господарства знаходить в надрах землі німецький склад боєприпасів, що залишився з часів Великої Вітчизняної війни і пролежав у землі 15 років. Кількість вибухівки дорівнювала 30 тоннам. Згідно з інструкцією — розміновувати забороняється, навіть торкатися до них небезпечно. Але підірвати їх теж неможливо, тому що навколо житлові квартали. Роботу доручають групі капітана Галича. О 10 годині ранку наступного дня все населення евакуйоване за місто. У страшному котловані залишаються всього 7 чоловік. Вони починають гру зі смертю…

## У ролях
- Олег Борисов —  капітан Галич, сапер, керівник групи
- Олексій Алексєєв —  Гвелесіані, полковник
- Петро Любешкін —  Вершинін, секретар міськкому
- Олег Мокшанцев —  Вишняков, сапер
- Володимир Маренков —  Васін, сапер
- Ігор Косухін —  Цигнадзе, сапер
- Леонід Куравльов —  Морозов, солдат-сапер
- Станіслав Любшин —  Садовников, сапер
- А. Смирнов —  Василь Макарович, людина в ковбойці, під час війни служив сапером
- Олексій Добронравов —  лікар Кузьмін
- Ніна Головіна —  дружина Галича
- Олександр Гордон —  сапер, який прийняв у капітана Галича снаряди для підриву
- Андрій Тарковський —  сапер, що підриває снаряди на полігоні

## Знімальна група
- Сценарій:  Олександр Гордон, Ірина Махова,  Андрій Тарковський
- Режисери:  Олександр Гордон,  Андрій Тарковський
- Керівники: І. Жигалко, Є. Фосс
- Майстерня професора Михайла Ромма
- Оператори: Лев Бунін, Ернст Яковлєв
- Керівник: доцент К. Венц
- Художник: Семен Петерсон
- Звукооператор: О. Полісонов
- Музичне оформлення  Юрія Мацкевича
- Асистент режисера: А. Купцова
- Асистент оператора: В. Пономарьов
- Військовий консультант: підполковник І. Скліфус
- Директор картини: А. Котошев